# Pierre de La Fouchardière
Pierre de La Fouchardière (Naintré, 7 avril 1920 - Marcq-en-Barœul, 10 octobre 2011) est un ancien Français Libre et ancien officier de la 2e DB commandée par le général Leclerc. Il a joué un rôle actif dans la libération de Paris en août 1944. Il a été décoré du titre de commandeur de la Légion d'honneur à titre militaire en août 2004 par le président du Sénat de l'époque, Christian Poncelet.
Il a été également décoré de la croix de guerre 1939-1945, de la médaille de la Résistance et a reçu une Presidential unit citation (USA). Il a terminé la 2e guerre mondiale avec le grade de sous-lieutenant et atteint celui de commandant en 2e section (de réserve).
L'acteur Claude Rich interprète son rôle (en plus de celui du général Leclerc) dans une scène mémorable du film Paris brûle-t-il ?, réalisé par René Clément en 1966.

## Biographie
Né à Naintré près de Châtellerault (Vienne) le 7 avril 1920, Pierre de La Fouchardière est le petit-neveu de Georges de La Fouchardière ainsi que l'arrière petit-fils de Joseph-Léonard Decazes et de Nicolas Koechlin. Il fait ses études à Poitiers au lycée Saint-Joseph (qui deviendra Les Feuillants), ce même lycée dans lequel les généraux Philippe Leclerc de Hauteclocque et Jean de Lattre de Tassigny ont fait une partie de leur scolarité.

### Engagement volontaire
Au début de la Seconde Guerre mondiale, il s'engagea dans l'armée, mais il fut ajourné pour « manque de corpulence ».
Le 1er mai 1941, c'est donc par engagement personnel et par conviction qu'il quitta le château familial, à l'âge de 21 ans, pour aller rejoindre le général de Gaulle à Londres, ayant sa bicyclette pour seul moyen de locomotion. Dans l'impossibilité de traverser la Manche, il changea ses objectifs et franchit la frontière espagnole à pied, mais fut capturé par la police espagnole qui l'arrêta à Barcelone puis l'interna au camp de Miranda pendant quatre longs mois. C'est grâce à une fausse identité canadienne, à la Grande-Bretagne et aux représentants du Commonwealth à Madrid qu'il rallia l'Angleterre, via Gibraltar, le 11 octobre 1941, soit près de six mois après son départ. Il s'y engagea alors dans les Forces françaises libres.
Peu après son arrivée au camp de Camberley, il fut volontaire pour participer à une opération de débarquement à Bayonne. Celle-ci fut annulée sur place, à cause de l'impossibilité pour les barges de passer la barre. Il fera le tour de l'Afrique et rejoindra ensuite le Maroc via la Libye, l'Égypte et l'Algérie, en s'intégrant au sein du 501e régiment de chars de combat, l'un des trois régiments de chars qui composeront la 2e DB. Celle-ci intègrera en 1943 l'Armée française de la Libération. Aspirant à la tête d'un peloton de chars légers, il deviendra l'un des trois chefs de section de la compagnie de protection du général Leclerc commandée par le capitaine Alain de Boissieu, futur général.

### La libération de Paris
Débarqué en France à la mi-août 1944, il arrive aux alentours de Paris le 25. Lui sera confiée la mission de faire la reconnaissance autour du quartier du Luxembourg, à la tête d'une petite unité qui subira quelques pertes. C'est par exemple à l'École des Mines que les combats feront rage, avec comme objectif principal pour le lieutenant et son unité de bloquer les soldats allemands ainsi que leurs chars Panzer, pour permettre au gros des troupes du général Leclerc de gagner le centre de la capitale et notamment l'hôtel Meurice, quartier général de l'armée allemande à Paris. Pierre de La Fouchardière aura joué un rôle crucial dans la libération de Paris (dont celle du Sénat).
Lors des combats, il apercevra un jeune garçon de 15 ans aux airs de Gavroche, bravant les balles et le danger pour secourir l'un de ses hommes blessé à mort. Il s'avère que ce garçon était Claude Rich, qui incarnera vingt deux ans plus tard le général Leclerc et le lieutenant Pierre de La Fouchardière (il joue les deux rôles) dans le film Paris brûle-t-il ?.
Le 23 novembre 1944, jour de la libération de Strasbourg, aspirant à la tête du corps franc de la 3e Compagnie du 501 RCC, il se trouve dans sa jeep derrière le char du sous-lieutenant Lespagnol (chef de section de chars légers de la 4e compagnie du 501 RCC) au moment où celui-ci s'écroule, mort, dans la tourelle de son char en fin de matinée, et se précipite pour contribuer à l'en extraire.
Aspirant, il continuera la campagne de France pendant l'hiver 44-45 à la tête de la 2e section de la 3e compagnie du 501 RCC, jusqu'à Grussenheim, au nord de Colmar en Alsace, où il sera grièvement blessé le 28 janvier 1945 : son char, Chemin des Dames, recevant un obus allemand de plein fouet, tuant le radio-chargeur Mager et blessant aussi le chasseur Blery, il est blessé du bassin aux pieds. Il se traîne hors du char et reste durant vingt heures dans la neige ; le froid (- 20 °C) gèle son sang. Il n'accompagnera donc pas la 2e DB à Berchtesgaden, à son grand désespoir. Rapatrié à Paris au Val-de-Grâce, c'est sur son lit d'hôpital qu'il rencontrera Chantal Descamps, fille d'une famille lilloise liée à celle du blessé. Ils se marient en 1946.
Il terminera la guerre et sera démobilisé avec le grade de sous-lieutenant et atteindra celui de commandant en 2e section (de réserve).

### Retour à la vie civile
Il s'installe dans le Poitou, et profite des terres allouées en Tunisie pour y faire le travail de journaliste. Ces terres avaient été louées par le gouvernement en remerciement de ceux qui avaient participé à la libération de la France. Après avoir tenté de rejoindre Le Figaro, échec dû à la mort soudaine de son appui Pierre Bourdan, il échoue à rentrer en politique.
Son épouse ne se plaisant pas dans le Poitou, région dévastée par la Seconde Guerre mondiale, le couple regagne la région lilloise, où il fonde une grande famille de six enfants. Après avoir fait une longue carrière chez Beghin-Say, où son oncle, haut placé, le fait entrer, il en devient le chef du service commercial. Il prend sa retraite et, durant sept ans, est secrétaire général de la Croix-Rouge de Lille et de sa région.
En août 2004, pour la commémoration des 60 ans de la libération de Paris, le président du Sénat Christian Poncelet, connaissant l'importance de son rôle dans la libération de Paris et du palais du Luxembourg, lui remettra en personne la cravate de commandeur de la Légion d'honneur, en présence du maire de Paris Bertrand Delanoë, du général Alain de Boissieu et de l'amiral Philippe de Gaulle.
« Cher Pierre de La Fouchardière, vous faites partie de ces héros modestes, qui tel Cincinnatus, déposent les armes, la guerre terminée, pour reprendre la charrue. »
Il sera ensuite nommé vice-président des anciens du 501e régiment de chars de combat, essentiellement à titre honorifique.
Il a six enfants, dix-neuf petits-enfants, et sept arrière-petits-enfants. Il est décédé le 10 octobre 2011 à Marcq-en-Barœul, près de Lille.

## Pour approfondir